# (23587) Abukumado
(23587) Abukumado est un astéroïde de la ceinture principale.

## Description
(23587) Abukumado est un astéroïde de la ceinture principale. Il fut découvert le 2 octobre 1995 à Geisei par Tsutomu Seki. Il présente une orbite caractérisée par un demi-grand axe de 2,31 UA, une excentricité de 0,22 et une inclinaison de 7,5° par rapport à l'écliptique.

## Compléments